# Gopaladevarahalli, Sira
Gopaladevarahalli là một làng thuộc tehsil Sira, huyện Tumkur, bang Karnataka, Ấn Độ.